# Dicranum sumichrastii
Dicranum sumichrastii är en bladmossart som beskrevs av Jean Étienne Duby 1870. Dicranum sumichrastii ingår i släktet kvastmossor, och familjen Dicranaceae. Inga underarter finns listade i Catalogue of Life.